# Center for Undervisningsmidler
Center for Undervisningsmidler (CFU) er lovbestemte centre indenfor uddannelsessystemet, der har en samling af undervisningsmaterialer målrettet uddannelsesinstitutionerne, specielt henvendt til folkeskoler og gymnasie. Centrenes eksistens og virke er fastlagt ved Lov om centre for undervisningsmidler m.v., og de findes i, og betjener hele Danmark, Færøerne, Grønland og Sydslesvig.  Betænkningens § 1. siger: Professionshøjskoler, der udbyder efter- og videreuddannelse af lærere i folkeskolen og af pædagoger, samt i særlige tilfælde professionshøjskoler, der udbyder lærer- og pædagoguddannelsen, varetager opgaven som centre for undervisningsmidler.
Centrenes arbejde består primært i at
- omfatte en samling af undervisningsmidler beregnet til udlån til undervisningsinstitutioner,
- sørge for information og yde rådgivning og vejledning til lærere m.fl. om undervisningsmidler og deres anvendelse og
- yde bistand til lærere ved fremstilling af undervisningsmidler til eget brug.

## Eksterne kilder og henvisninger
- Bekendtgørelse af lov om centre for undervisningsmidler m.v. Undervisningsministeriet, den 8. august 2011